# Estación Goldney
Goldney es una estación ferroviaria ubicada en la localidad homónima, partido de Mercedes, Provincia de Buenos Aires, Argentina.

## Servicios
La estación se encuentra en el centro del pueblo, que está ubicado a 4 kilómetros del pueblo de Olivera y del tramo de la Ruta Nacional 5 que une las ciudades de Luján y Mercedes.
No presta servicios de pasajeros. Por sus vías corren trenes de carga de la empresa estatal Trenes Argentinos Cargas.

## Imágenes

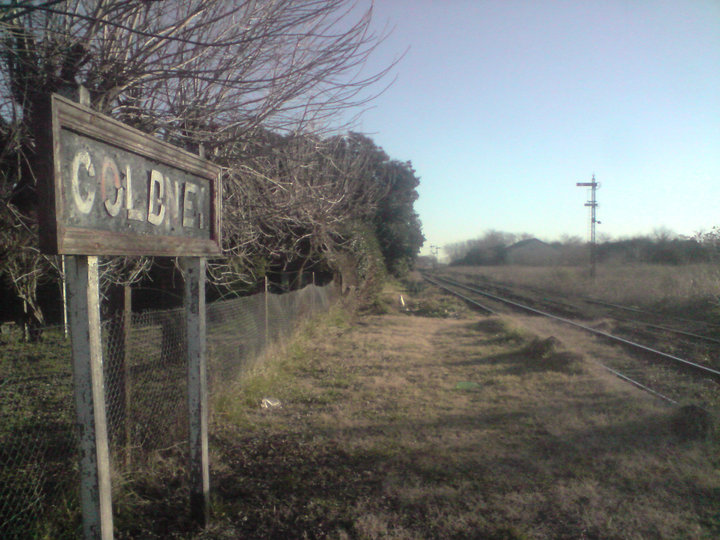
Cartel de la Estación